# Іда Шаумбург-Ліппська
Іда Матильда Адельгейда Шаумбург-Ліппська (нім. Ida Mathilde Adelheid zu Schaumburg-Lippe, 28 липня 1852 — 28 вересня 1891) — принцеса з дому Ліппе, донька князя Шаумбург-Ліппського Адольфа I та принцеси Вальдек-Пірмонтської Ерміни, дружина князя Ройсс-Грайцького Генріха XXII.

## Біографія

### Ранні роки
Іда народилась 28 липня 1852 року у Бюкебурзі, столиці невеличкого князівства Шаумбург-Ліппе. Вона була п'ятою дитиною та третьою донькою в родині принца цу Шаумбург-Ліппе Адольфа Георга та його дружини Ерміни Вальдек-Пірмонтської. Згодом у дівчинки з'явились ще два молодші брати та сестра.
1860 року батько став правлячим князем Шаумбург-Ліппе, після смерті діда Георга Вільгельма.
Діти, не зважаючи на благородне походження, виховувалися дуже просто. Як зазначається в доповіді, «знали про кухню більше, ніж значна кількість жінок нижчого класу». Освіту вони отримали досить різнобічну. Так, Іда могла вести філософські та наукові диспути із вченими країни.

### Шлюб

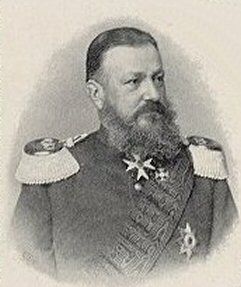
Генріх XXII

У 20-річному віці Іду пошлюбив 26-річний правлячий князь Ройсс-Грайца Генріх  XXII. Церемонія вінчання відбулася у Бюкебурзі 8 жовтня 1872 року. 
Наступного року після весілля, за наказом Генріха, було збудовано мисливський замок, який він назвав на честь дружини Лісовий будинок Іди («Ida-Waldhaus»). У шлюбі Іда народила сина та п'ять доньок. Генріх  XXII був дуже багатим. Більша частина територій, якими він правив, були його приватною власністю.  До цього, відмічається, він був досить скромною людиною.

### Дипломатичний інцидент
Протягом кількох років чоловік Іди був німецьким послом у Відні. Невеликий дипломатичний інцидент відбувся 12 лютого 1891 року, коли подружжя давало прийом у посольстві Німеччини. На ньому були присутніми румунський міністр Теодор де Вакареско із сином Родольфо, який служив аташе при румунський місії. Родольфо, однак, не був запрошеним на цей прийом. Іда запитала юнака, що він робить на вечері без запрошення. Той на це перепитав, чи є це натяком залишити вечір. Іда підтвердила його здогадку. Батько обурився та мав розмову з Генріхом, під час якої обіцяв розібратися з цим питанням та добитися відшкодування. Незабаром Теодор та Родольфо від'їхали до Бухаресту, де довели діло до відома короля Кароля I. Інцидент кілька тижнів обговорювався у віденських дипломатичних колах. Зрештою, це призвело до відставки Вакареско.

### Смерть
Іда померла за три тижні після народження молодшої доньки від ускладнень при пологах у віці 39 років. «Сонце щастя мого земного життя закотилося 28 вересня»,— написав Генріх в листі до свого колишнього наставника барона Альбрета фон дер Тренка. 2 жовтня її поховали у мавзолеї Лісового будинку Іди.
Чоловік більше не одружувався. Переживши Іду на 10 років, він помер 19 квітня 1902 року і був похований поруч із нею.
1969 року їхні тіла були кремовані у Вердау, а урни з прахом перепоховані на новому цвинтарі Грайца. 1997 року вони у князівському склепінні кірхи Святої Марії у Грайці, поруч з іншими членами князівської родини.

## Родина

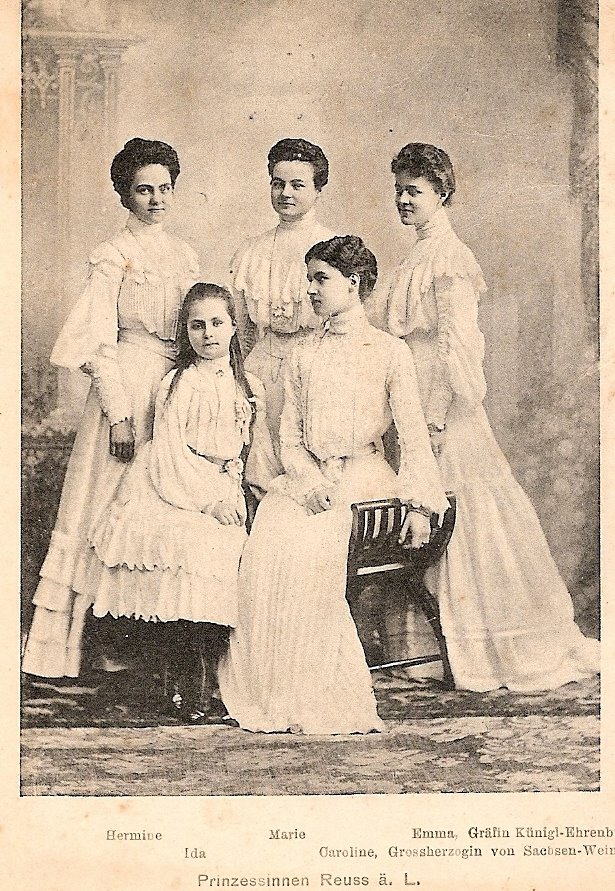
Доньки Іди у 1903 році

Чоловік — Генріх  XXII
Діти:
- Генріх  (1878—1927) — внаслідок дитячої травми страждав недоумкуватістю, офіційний князь Ройсс-Грайца у 1902—1918 роках, одруженим не був, дітей не мав;
- Емма (1881—1961) — дружина графа Еренбурзького Еріха Кюніґля, мала трьох дітей;
- Марія (1882—1942) — дружина барона Фердинанда Ґнаньоні.[7]
- Кароліна (1884—1905) — дружина великого герцога Саксен-Веймар-Айзенаху Вільгельма Ернста, дітей не мала, пішла з життя за загадкових обставин;
- Ерміна (1887—1947) — дружина принца Йоганна Георга Шоенайх-Каролатського, згодом — кайзера Вільгельма II, вже після його зречення, мала п'ятьох дітей від першого шлюбу;[8][9]
- Іда (1891—1977) — дружина князя Штольберг-Россли Крістофа Мартіна III, мала четверо дітей.